# 罗运来
罗运来（1922年3月—1993年3月4日），男，江苏涟水人，中华人民共和国政治人物，曾任中共江苏省委组织部长，江苏省政协副主席，第六届全国人大代表，中共八大代表。